# Alfredo Crespo
Alfredo Crespo Bragayrac (Lima, 7 de noviembre de 1948) es un abogado peruano y líder del MOVADEF.

## Biografía
Crespo cobró notoriedad pública por haberse desempeñado como abogado defensor de Abimael Guzmán, líder de Sendero Luminoso. Posteriormente se supo que el abogado era, de hecho, un miembro activo de la organización terrorista siendo parte de la Asociación de Abogados Democráticos.
A causa de ello a comienzos de 1993 fue detenido por el Ejército del Perú y juzgado por un tribunal militar sin rostro, el cual lo condenó a cadena perpetua. Ese hecho impulsó a la organización Amnistía Internacional a lanzar una campaña para exigir su liberación.
Fue presidente de la Asociación de Abogados Demócratas del Perú desde su fundación hasta fines de 1993, año en que la entidad fue prohibida por un decreto del presidente Alberto Fujimori.
Crespo recuperó su libertad en mayo de 2005, siendo también rehabilitado para ejercer su profesión de abogado. Sin embargo no tardó en retomar sus actividades políticas, buscando crear una coalición de partidos y movimientos de ultraizquierda.
En 2006 funcionarios judiciales del Perú dieron a conocer que, luego de un allanamiento realizado en el domicilio de Crespo tras su captura más de una década atrás, se había descubierto que el abogado poseía documentos que contenían un plan para realizar un atentado para asesinar a Juan Pablo II durante su visita de 1988 al país. El abogado se defendió sosteniendo que dichos documentos eran apócrifos y que no habían sido usados en su contra durante su juicio de 1993.
En el 2009, Crespo participó, junto a Manuel Fajardo, en la fundación del Movimiento por la Amnistía y los Derechos Fundamentales (MOVADEF), una organización que sigue las ideas del Pensamiento Gonzalo.
Tras la captura de Florindo Eleuterio Flores Hala, alias "Camarada Artemio", en la Operación Crepúsculo de febrero de 2012, Crespo asumió su defensa. Al año siguiente sería acusado de apología del terrorismo por ser responsable del panfleto Amnistía General donde se promovía la figura de Abimael Guzmán y su pensamiento. Sin embargo en 2018 terminó siendo absuelto en el juicio que se efectuó en su contra. En aquel año 2012, fue captado haciendo alusiones a un futuro retomar de la acción armada por parte de los neosenderistas.
Crespo estuvo involucrado en la organización y articulación del Frente de Unidad de Defensa del Pueblo Peruano (FUDEPP) en 2015.
En el año 2019, fue captado solicitando la liberación de Guzmán en una entrevista dada al Radio Sur 90.1 FM de Argentina. En el año 2020 fue capturado por la policía en el transcurso de la Operación Cíclico. Durante las protestas de 2022 y 2023 en Perú fue captado azuzando las marchas en redes sociales.

### En redes sociales
- Alfredo V. Crespo Bragayrac en X (antes Twitter)
- Alfredo Crespo Bragayrac en Facebook

- Datos: Q116392207